# Policlínico Humberto I
El Policlínico Humberto I (en italiano: Policlínico Umberto I) está localizado en el sector de San Lorenzo, en Roma, Italia se trata de una policlínica de la Facultad de Medicina y Cirugía de la Università de Sapienza en Roma. Es el hospital público más grande en Italia, y su construcción fue promovida principalmente por los médicos italianos y los políticos Guido Baccelli y Francesco Durante, comenzando en 1883 según los planos de Giulio Podesti y Filippo Laccetti, terminándose 20 años más tarde, con la inauguración presidida por el entonces rector Luigi Galassi y por Humberto I de Italia, de quien toma su nombre. Es servido por la estación de metro Policlinico.